# Cuchilla Grande

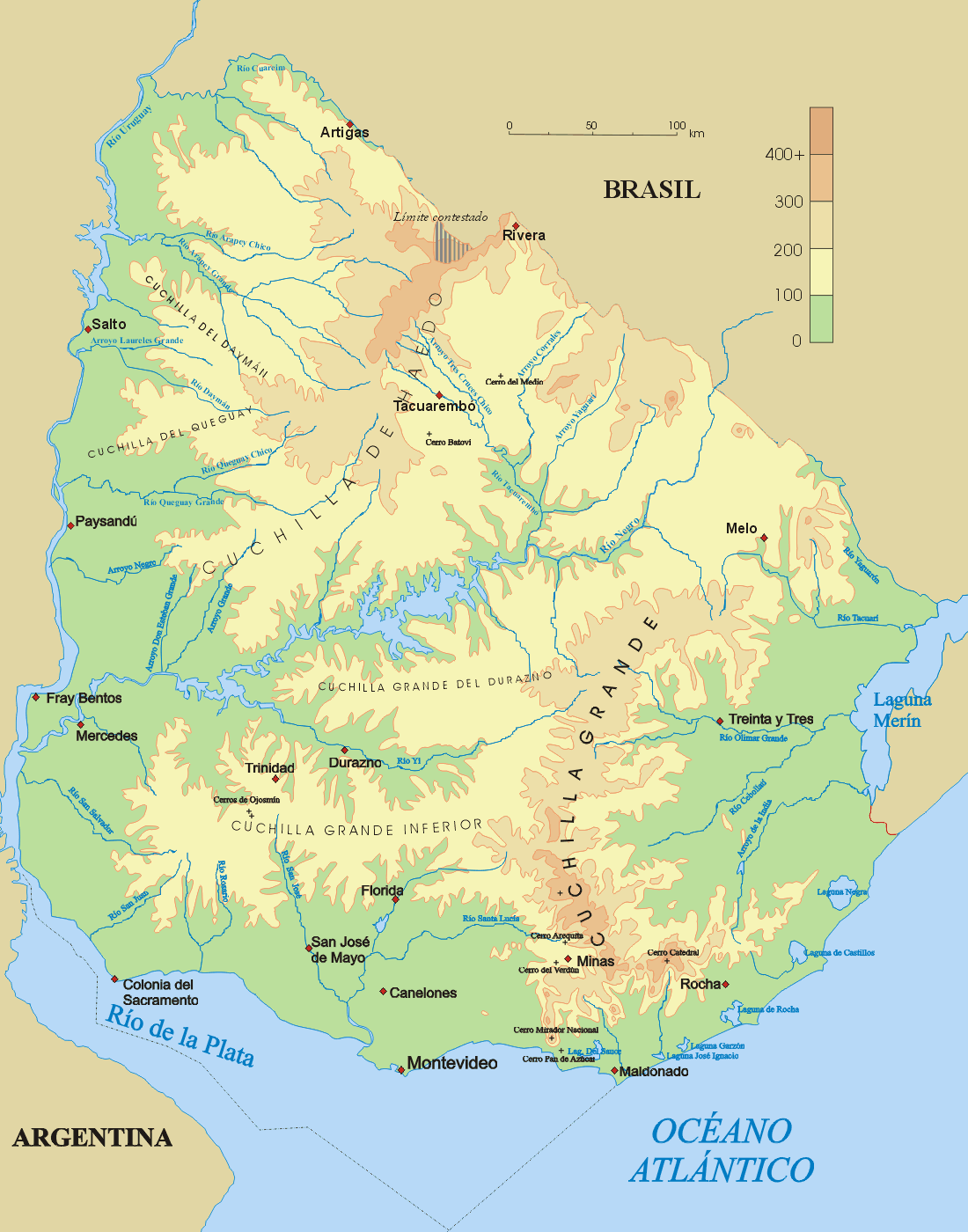
Topographische Karte von Uruguay

Die Cuchilla Grande (zu deutsch: scharfer Kamm bzw. Schneide eines Messers) ist mit bis zu 513 Meter die bedeutendste Hügelkette in Uruguay.
Die Hügelkette Cuchilla Grande tritt von Norden her als Fortsetzung der Serra Geral von Brasilien ins Land herein und durchzieht dasselbe in Richtung Süd-West bis ungefähr 34° südöstliche Breite. Sie dominiert den südöstlichen Teil des Landes und erstreckt sich bis zur südlichen Atlantikküste bei Maldonado. Die höchsten Punkte der Hügellandschaft finden sich im Norden an der Grenze zu Brasilien. Weiter im Landesinneren senken sich die Cuchillas mehr und mehr und erscheinen größtenteils als wellenförmiges Hügelland oder niedrige gratförmige Felsenzüge. Ganz im Süden schließt unmittelbar ostwärts die schmale Hügelkette der Sierra Carapé an, in der sich mit dem Cerro Catedral die höchste Erhebung Uruguays befindet. Hier ist das Erscheinungsbild wieder gebirgsartiger und die Erhebungen erreichen fast die gleichen Höhen wie im Grenzgebiet zu Brasilien.
Die Cuchilla Grande bildet mit seinen südwestlichen Verzweigungen eine Wasserscheide, da sie das Becken des größten Flusses, den Rio Negro, von den zum Atlantischen Ozean abfließenden Flüssen trennt. Viele Flüsse entspringen hier wie etwa der Río Olimar, der Río Olimar Chico, der Río Yí, der Río Tacuarí, der Arroyo Chuy del Tacuarí, der Arroyo Canelón Grande, der Arroyo Fraile Muerto, der Arroyo Solís Chico, der Arroyo Yerbal Grande oder der Arroyo de Godoy.